# Grubbtjärnen (Offerdals socken, Jämtland)
Grubbtjärnen är en sjö i Krokoms kommun i Jämtland och ingår i Indalsälvens huvudavrinningsområde. Sjöns area är 0,033 kvadratkilometer och den är belägen 368 meter över havet.